# Costillas verdaderas
Las primeras siete costillas están conectadas por detrás con la columna vertebral, y en frente con el esternón a través del cartílago esternocostocondral.
Cabe destacar que entre las costillas se encuentran el espacio intercostal y en el tres músculos: el intercostal externo, intercostal medio y el intercostal interno.

## Galería

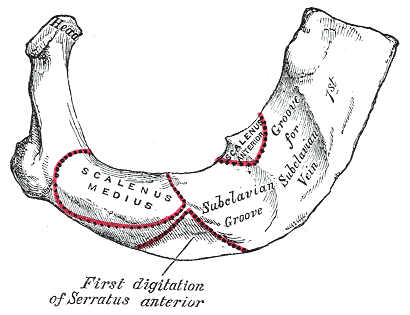
Primera costilla
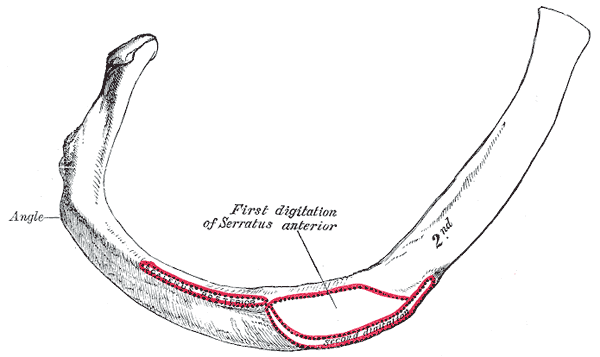
Segunda costilla